# Julian Horain
Julian Florian Horain (ur. 17 września 1821 w Radoszkowiczach, zm. 28 marca 1883 w Krakowie) – polski publicysta, korespondent m.in. „Tygodnika Ilustrowanego”.
Ukończył szkoły w Mińsku, potem studiował na Uniwersytecie Moskiewskim. Po studiach objął dziedziczny majątek w województwie słuckim na Litwie i zajął się działalnością literacką, m.in. publicystyką w „Dzienniku Warszawskim”. W czasie pobytu we Francji poślubił Marię Horainównę, swoją daleką krewną. W 1857 powrócił do Wilna z żoną i teściem, gdzie wydał opowiadanie Ostatni z Koszczyców i zbiór opowiadań Chwile stracone. Po powstaniu styczniowym emigrował do Stanów Zjednoczonych, gdzie był korespondentem „Tygodnika Ilustrowanego”, wydał powieść Budrysy oraz utrzymywał żywe kontakty z Henrykiem Sienkiewiczem (m.in. zainspirował go do napisania noweli Latarnik) i Heleną Modrzejewską. Wraz z Piotrem Wereszczyńskim pracował nad projektem "Nowej Polski niepodległej w nowej Gwinei" oraz polskiego okręgu autonomicznego w Kalifornii, jednak oba pomysły rozbiły się o brak środków finansowych.
W 1880 wrócił do Europy i osiadł w zaborze austriackim, najpierw we Lwowie, potem w Krakowie. Przed śmiercią wydał wspomnienia o Władysławie Syrokomli.